# Naturdenkmal Erlenbruchwald oberhalb des Deinscheider Siepen
Das Naturdenkmal Erlenbruchwald oberhalb des Deinscheider Siepen liegt im Herdringer Forst nördlich von Niedereimer im Stadtgebiet von Arnsberg und hat eine Größe von 0,21 ha. Das Gebiet wurde 1998 mit dem Landschaftsplan Arnsberg durch den Kreistag vom Hochsauerlandkreis als Naturdenkmal (ND) ausgewiesen.
Es handelt sich um einen Erlenbruchwald an einem Berghang. Da ND ist von Fichtenwald umgeben. Im ND ist es verboten nicht von Natur aus heimische Bauarten zu pflanzen.
Das ND wurde ausgewiesen zur Erhaltung und Optimierung des Gebietes. Im ND soll die dortige Rote-Liste-Pflanzenart erhalten werden.